# Corydalis calycosa
Corydalis calycosa là một loài thực vật có hoa trong họ Anh túc. Loài này được X.Zhuang mô tả khoa học đầu tiên năm 1991.